# 북면 (울진군)
북면(北面)은 대한민국 경상북도 울진군의 면이다. 넓이는 142.07km2이고, 인구는 2011년 기준으로 7,269명이다.

## 변천 과정
- 조선시대 원북면
- 1914년 3월 1일 북면으로 개칭
- 1962년 12월 12일 강원도에서 경상북도로 편입
- 1967년 5월 28일 하당출장소 설치

## 행정 구역
- 검성리(劍城里)
- 고목리(古木里)
- 나곡리(羅谷里)
- 덕구리(德邱里)
- 덕천리(德川里)
- 두천리(斗川里)
- 부구리(富邱里): 행정복지센터 및 한울원자력발전소 소재지.
- 사계리(沙溪里)
- 상당리(上塘里)
- 소곡리(蘇谷里)
- 신화리(薪花里)
- 주인리(周仁里)
- 하당리(下塘里)

## 교육 기관
- 부구초등학교
- 부구초등학교 삼당분교
- 부구초등학교 주인분교(1997년 폐교) : 북면 덕구온천로 464 (주인리)
- 부구중학교